# Природні ресурси Арктики
Природні ресурси Арктики — це мінеральні та тваринні ресурси в регіоні Арктики (що деколи визначається як територія на північ від Північного полярного кола), які надають або мають потенціал надавати корисність або економічну вигоду людині. Арктика містить значну кількість мінеральних ресурсів, північного лісу, морського життя та прісних вод.

## Вуглеводні
На материковому обрамленні Північного Льодовитого океану відомі великі нафтогазоносні басейни, що продовжуються на його шельфи: Західно-Сибірський, Печорский (шельф Баренцева моря), Північного схилу Аляски нафтогазоносний басейн (США), Свердруп (на арктичних островах Канади). Нафтогазоносні площі виявлені також на шельфі Норвезького моря і в прилеглій до Норвегії частині Баренцева моря, а також на шельфі північно-східної Гренландії.
Надра Північного Льодовитого океану за своїми термобаричними умовами сприятливі для утворення газогідратів (встановлені в морі Бофорта).
За оцінками Геологічної служби США до 22 % світових запасів нафти та газу можуть бути розташовані під водами Арктики.

## Інші корисні копалини
На узбережжі моря Лаптєвих, Східносибірського і Чукотського морів відомі розсипи каситериту. Рифтові ущелини Серединно-Арктичного хребта перспективні на металоносні мули і поліметалічні гідротермальні родовища сульфідів.
До значних арктичних місць видобутку мінералів належать Ред Дог Майн (цинк та свинець) на Алясці (США), Діавік Даймонд Майн (діаманти) на Північно-Західних територіях (Канада), Свеагрува (одна з найбільших за запасами вугільних шахт в Європі) на Шпіцбергені (Норвегія) та Баффінленд Айрон Майн (залізна руда, видобуток почато 2014 року) на Баффіновій Землі в Нунавуті. Великий кар'єр відкритого видобутку в стадії створення — Ісуа Айрон Майн в Гренландії (залізна руда).
На Алясці широко поширене та відоме золотовидобування. Найбільшим золотим кар'єром відкритого видобутку тут є Форт Нокс Голд Майн.

## Промислове рибальство
Певна частина субарктичних рибних запасів ймовірно пошириться у арктичні води з огляду на кліматичні зміни, а зменшення льодового покрову Північного Льодовитого океану призведе до зростання промислового рибальства, однак науковці зауважують про необхідність дослідження екологічної ситуації в регіоні до початку такого рибальства.
На території Арктики на північ від Атлантики, вже існують і велике промислове рибальство і міжнародні механізми його регулювання, а от на північ від Берингової протоки поки що не має ні великих обсягів риболовлі, ні відповідних механізмів її регулювання.

## Прісні води
Гренландія містить до 10 % світових запасів прісної води.

## Гідроелектричний потенціал
Гірська місцевість та низька щільність населення часто означає, що арктичні поселення самостійно забезпечують себе електроенергією за рахунок гідроенергетики. Однак у частині поселень для виробництва електроенергії та обігріву досі використовуються вуглеводні (дизель, вугілля тощо).